# Club All Youth Linkage
O Club All Youth Linkage é um clube de futebol com sede em Malé, Maldivas.

## História
A equipe compete no Campeonato Maldivo de Futebol.

### Títulos
- Campeonato Maldivo 2ª Divisão: 3 (2007, 2008 e 209 )